# Lambrachaeus
Lambrachaeus is een geslacht van kreeftachtigen uit de klasse van de Malacostraca (hogere kreeftachtigen).

## Soort
- Lambrachaeus ramifer Alcock, 1895